# Masmorres de Vílnius
Les Masmorres de Vílnius (en lituà: Vilniaus požemiai) són masmorres medievals situades sota terra en algunes bandes del centre de Vílnius. La seva mida real, així com la finalitat i la datació, són discutibles, hi ha algunes llegendes urbanes i diverses teories sobre aquestes masmorres. A les masmorres, es troben prop de 4.000 cadàvers. A causa del clima sec de l'interior, molts d'ells s'han momificat, mentre que d'altres només són esquelets.

## Mida
La mida total de les masmorres és desconeguda. Es creu que la part coneguda de les masmorres només és una petita part de tot el sistema, i que hi ha un segon nivell, alguns afirmen que aquestes masmorres estan per sota el conjunt del centre històric de Vílnius. La part descoberta de les masmorres és en els barris propers als carrers Domininkonų i Vilniaus. L'entrada única que es coneix és la que es troba a l'Església de l'Esperit Sant, tanmateix es creu que pot haver-hi connexions entre les presons i soterranis d'altres edificis, com amb un antic monestir no gaire llunyà.

## Utilitat
També es discuteix el propòsit de les masmorres. Hi ha diverses opinions, des de les històries romàntiques que compten que van poder ser utilitzades per alguns amants llegendaris del Gran Ducat de Lituània (Bàrbara Radziwill i Segimon II August) per trobar-se d'amagat; algunes històries d'horror o les explicacions més realistes.
L'origen dels cadàvers tampoc es coneix. Durant l'època soviètica hi va haver una versió que es tractava dels cossos de les víctimes de la Inquisició; també hi va haver plans per crear un museu de la Inquisició a les masmorres. Tanmateix, aquestes teories eren més probablement relacionades amb l'actitud general soviètica que cercava desacreditar la religió i mai no van ser justificades, no hi ha evidència de les principals activitats de la Inquisició a Lituània.
Es va pensar que podria tractar-se de cossos de persones que van morir per la pesta a Vílnius, aquest és un dels motius de la renúncia de molts a investigar les masmorres, tanmateix no es va trobar cap prova de la plaga als cossos.
També existeix la teoria que podria haver estat una presó construïda per un hospital proper, que probablement es trobava al monestir, per enterrar els que van morir allà. Una de les coses que [se sumen al misteri és trobar els cossos en diverses poses inusuals, com una dona amb un nen tots dos momificats. El nombre exacte dels cossos també es desconeix, ja que moltes criptes estan encara tancades i tapiades.

## Descobriment
El primer descobriment i expedicions a les presons abandonades van ser organitzades en el període entre guerres pels estudiants de la Universitat de Vílnius, instal·lant-se en algunes bandes l'electricitat. Els estudiants, treballaven en contra de tota pràctica arqueològica, pel que van fer molt de mal a les masmorres, a més a més que també van profanar cossos, van destruir algunes parets interiors al no tancar algunes criptes que els resguardaven. Altres pràctiques dubtoses van ser la «classificació» dels ossos dels cadàvers, com posar tots els cranis en prestatges que deliberadamens construïts a les parets. Les recerques dels estudiants van ser aturades, quan es va descobrir una cripta en què unes proves va fer que es cregués que en aquesta cripta els cadàvers van ser víctimes de la pesta, aleshores les masmorres es van tancar.

## Situació actual
Les masmorres són a la seva majoria tancades al públic. Un cop a l'any se celebra una processó des de l'Església de l'Esperit Sant –que posseeix l'entrada única que es coneix de les masmorres–, dirigida pel sacerdot local. Passen per tots els corredors, per beneir tots els morts que es troben allà.